# Pišek
Pišek je priimek več znanih Slovencev:
- Drago Pišek, bančnik
- Franc Pišek (1856—1922), kmet in politik
- Frančiška Pišek (1886—?), učiteljica na Korioškem
- Irena Rožman Pišek (*1965), etnologinja, sociologinja (historična demografinja)
- Janez Pišek (1911—1991), nogometni trener, športni delavec, prejemnik Bloudkove plakete
- Janez Pišek (*1998), nogometaš
- Leon Pišek (*1972), slikar samouk
- Mojca Pišek (*1985), novinarka, kolumnistka, literarna kritičarka, esejistka
- Tadej Pišek (*1988), igralec